# Waldbrunn (Baden-Württemberg)
Waldbrunn település Németországban, azon belül Baden-Württembergben. Lakosainak száma 4769 fő (2023. december 31.).

## Népesség
A település népessége az elmúlt években az alábbi módon változott:
| Lakosok száma | 3684 | 4130 | 4194 | 4151 | 4219 | 4702 | 4926 | 4953 | 4672 | 4769 |
|               | 1961 | 1967 | 1974 | 1980 | 1987 | 1993 | 2000 | 2006 | 2013 | 2023 |